# Imphy
Imphy este o comună în departamentul Nièvre din centrul Franței. În 2009 avea o populație de 3.739 de locuitori.

## Evoluția populației
| An        | 1975  | 1982  | 1990  | 1999  | 2006  | 2009  |
| --------- | ----- | ----- | ----- | ----- | ----- | ----- |
| Populație | 4.678 | 4.930 | 4.478 | 4.015 | 3.782 | 3.739 |